# 대량항
대량항은 경상남도 남해군 상주면 양아리에 있는 어항이다. 2002년 8월 6일 어촌정주어항으로 지정하여 관리하고 있다. 시설관리자는 남해군수이다.

## 어항 연혁
- 양아리에서 분동되었는데 크다고 해서 1953년부터 대량이라고 부르고 있다.

## 어항 시설
- 방파제 L=0, B=0n, 선착장 L=80m, B=7.0m, 호안 L=197m, B=7.0m

## 주요 어종
- 도다리, 서대, 물메기, 낙지 등